# Orgyia nebulosa
Orgyia nebulosa är en fjärilsart som beskrevs av Walker 1862. Orgyia nebulosa ingår i släktet fjädertofsspinnare, och familjen tofsspinnare. Inga underarter finns listade i Catalogue of Life.